# Đảng Vì dân
Đảng Vì Dân Việt Nam (VPP), còn được gọi là "Đảng Vì Dân", là một đảng chính trị ở Việt Nam, được thành lập vào ngày 1 tháng 1 năm 2006. Các chiến dịch của đảng nhằm chống phá Nhà nước Việt Nam và Đảng Cộng sản Việt Nam cầm quyền, hướng tới nền dân chủ đa đảng.

## Tổ chức
Đảng Vì dân Việt Nam được thành lập vào đầu năm 2006, là kết quả của sự hình thành năm nhóm dân chủ. Đảng đã đưa ra cương lĩnh Việt Nam Mới, đây là một lộ trình chính trị nhằm mục đích hình thành một chính phủ đa đảng và dân chủ ở Việt Nam.
Một số người đã bị bắt vì liên quan tới đảng này. Hồng Trung, Đại diện của Đảng Vì dân tại Việt Nam, đã bị chính quyền Việt Nam bắt giữ vào tháng 2 năm 2007. Những đảng viên khác bao gồm Trương Minh Đức và Đặng Hùng cũng bị bắt.
Vào ngày 28 tháng 4 năm 2010, chính phủ Việt Nam thông báo bắt giữ Phạm Thị Phượng, theo chính phủ Việt Nam là có liên hệ với tổ chức này, vì âm mưu đánh bom Nhà thờ chính tòa Đức Bà Sài Gòn vào ngày 30 tháng 4 năm 2010. Chính phủ Việt Nam coi đảng Vì dân Việt Nam là một tổ chức khủng bố.

## Cơ cấu
VPP được tổ chức thành một số chi hội độc lập ở Việt Nam vì mục đích an ninh của tổ chức.
Theo Văn phòng liên lạc của VPP, do vấn đề an ninh ở Việt Nam, các lãnh đạo và thành viên của đảng ở Việt Nam hiện đang giữ bí mật danh tính của họ trước công chúng.
Văn phòng liên lạc của VPP được đặt tại Houston, Texas là địa chỉ liên lạc công khai duy nhất của đảng này.